# Metrea
Metrea is een geslacht van vlinders van de familie grasmotten (Crambidae), uit de onderfamilie Odontiinae.

## Soorten
- M. ostreonalis Grote, 1882
- M. punctata Swinhoe, 1904